# Cheti III
Cheti III of Wahkare Cheti was een farao uit de 9e of 10e dynastie van Egypte, tijdens de eerste tussenperiode.

## Identificatie
De identificatie van Wahkare Cheti is controversieel. Terwijl sommige geleerden van mening zijn dat hij de stichter was van de 9e dynastie, plaatsen vele andere hem in de 10e dynastie.

### Koning van de 9e dynastie
Indien Wahkare Cheti de stichter was van de 9e dynastie, kan hij mogelijk worden geïdentificeerd met koning Achthoês, de gehelleniseerd naam van de stichter van deze dynastie volgens Manetho. Manetho schreef over deze:
"De eerste van dezen, Achthoês, zich wreder gedragend dan zijn voorgangers, bracht smart voor het volk in heel Egypte, maar werd nadien getroffen door waanzin en gedood door een Nijlkrokodil."
Indien deze hypothese correct is, was Wahkare Cheti mogelijk een edele uit Herakleopolis Magna die profiteerde van de zwakte van de heersers in Memphis van de 8e dynastie van Egypte om de macht te grijpen over Midden- en Neder-Egypte rond 2150 v.Chr. Deze stelling is gebaseerd op contemporaine inscripties, waarin wordt verwezen naar het noordelijke, Herakleopolitaanse koninkrijk als het "Huis van Cheti", hoewel dit enkel aantoont dat de stichter van de 9e dynastie een zekere Cheti was, maar daarom niet noodzakelijk Wahkare Cheti.

### Koning van de 10e dynastie
Verschillende geleerden zijn echter van mening dat Wahkare Cheti een koning van de 10e dynastie was en identificeren hem met de Cheti die de vermeende auteur was van de beroemde Aanwijzingen voor koning Merikare, waarmee hij tussen Neferkare VIII en Merykare wordt geplaatst. Volgens hen was Wahkare Cheti de laatst Herakleopolitaanse koning om de naam Cheti te dragen en ze identificeren de wrede stichter van de 9e dynastie Achthoês met Meryibre Cheti, en stellen dat de naam "Huis van Cheti" naar hem moet verwijzen.
We weten uit de 'Aanwijzingen voor koning Merikare dat Cheti (Wahkare Cheti?), in een alliantie met de nomarchen van Neder-Egypte, erin slaagde de nomadische "Aziatischen" die generaties lang rondzwierven in de Nijldelta te verdrijven. Deze nomarchen, hoewel ze zijn autoriteit erkenden, regeerden de facto min of meer onafhankelijk van hem. De verdrijving van de "Aziatischen" liet de stichting van nieuwe nederzettingen en defensieve structuren op de noordoostelijke grenzen toe, alsook de heropleving van de handel met de Levantijnse kust. Cheti waarschuwde echter Merikare in zijn Aanwijzingen de bewaking van deze grenzen niet te verwaarlozen, omdat de "Aziatischen" nog steeds als een gevaar moesten worden beschouwd. Hij herstelde de nomen (provincies) terug in Egypte alsook de irrigatiekanalen en koloniseerde de westelijke Nijldelta. Door de voortdurende vijandigheid tegenover Thebe, richtte hij een groot leger op om een eventuele confrontatie aan te gaan.
In het zuiden heroverden hij en de trouwe nomarch van Assioet Tefibi de stad Thinis, dat daarvoor was veroverd door Thebanen onder leiding van Antef II. De troepen van Herakleopolis plunderden echter de heilige necropolis van Thinis, een serieuze misdaad die door Cheti zelf wordt vermeld, hetwelk de onmiddellijke reactie van de Thebanen uitlokte, die later de Thinitische nomos innamen (Antef III en Mentoehotep II). Na deze gebeurtenissen besloot Cheti zijn oorlogszuchtig beleid te laten varen en een fase te beginnen van vreedzame co-existentie met het zuidelijke koninkrijk, dewelke nog deels tot in de regering van zijn opvolger Merykare zou voortduren, die hem opvolgde na een vijftigjarig regering.